# Komisariat Straży Celnej „Korbielów”

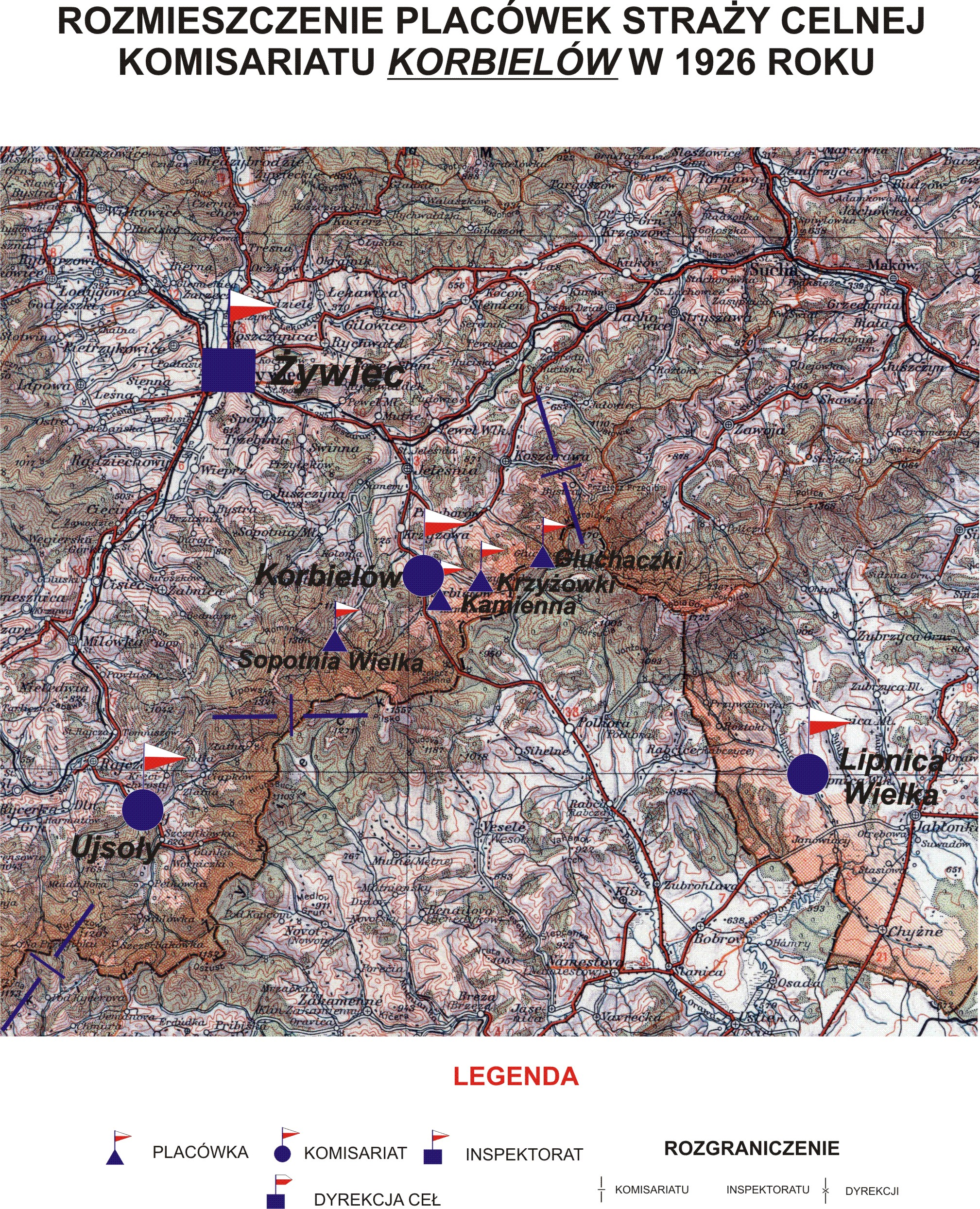
Rozmieszczenie placówek SC Komisariatu Korbielów w 1926

Komisariat Straży Celnej „Korbielów” – jednostka organizacyjna Straży Celnej pełniąca służbę ochronną na granicy polsko-czechosłowackiej w latach 1921–1928.

## Formowanie i zmiany organizacyjne
Na wniosek Ministerstwa Skarbu, uchwałą z 10 marca 1920 roku, powołano do życia Straż Celną. Jednostki Straży Celnej rozpoczęły przejmowanie odcinków granicy od pododdziałów Batalionów Celnych. W 1921 roku w Korbielowie stacjonował sztab 1 kompanii 7 batalionu celnego, który wystawił również placówkę. W 1922 roku w Korbielowie stacjonował sztab 4 kompanii 7 batalionu celnego. Proces tworzenia Straży Celnej trwał do końca 1922 roku. Komisariat Straży Celnej „Korbielów”, wraz ze swoimi placówkami granicznymi, wszedł w podporządkowanie Inspektoratu Straży Celnej „Żywiec”.
W drugiej połowie 1927 roku przystąpiono do gruntownej reorganizacji Straży Celnej. W praktyce skutkowało to rozwiązaniem tej formacji granicznej. Rozporządzeniem Prezydenta Rzeczypospolitej Polskiej Ignacego Mościckiego z 22 marca 1928 roku w jej miejsce powoływano z dniem 2 kwietnia 1928 roku Straż Graniczną.
Rozkazem nr 4 z 30 kwietnia 1928 roku w sprawie organizacji Śląskiego Inspektoratu Okręgowego dowódca Straży Granicznej gen. bryg. Stefan Pasławski powołał komisariat Straży Granicznej „Rajcza” z podkomisariatem „Jeleśnia”, który przejął ochronę granicy od rozwiązywanego komisariatu Straży Celnej.

## Służba graniczna
Sąsiednie komisariaty
- komisariat Straży Celnej „Ujsoły”  ⇔ komisariat Straży Celnej „Lipnica Wielka” − 1926

## Funkcjonariusze komisariatu
Obsada personalna w 1926:
- kierownik komisariatu – podkomisarz Tomasz Steciak
- pomocnik kierownika komisariatu – przodownik Michał Wrzask (147)

## Struktura organizacyjna
Organizacja komisariatu w 1926 roku:
- komenda – Korbielów
- placówka Straży Celnej „Głuchaczki”
- placówka Straży Celnej „Krzyżówki”
- placówka Straży Celnej „Kamienna”
- placówka Straży Celnej „Sopotnia Wielka”